# Siebenhitz (Falkenstein/Vogtl.)
Siebenhitz ist eine zum Ortsteil Schönau der Stadt Falkenstein/Vogtl. im sächsischen Vogtlandkreis gehörige Häusergruppe. Sie wurde 1862 nach Schönau eingemeindet, mit der sie am 1. Juli 1950 zur Gemeinde Trieb/Vogtl. und am 1. Januar 1999 zur Stadt Falkenstein/Vogtl. kam.
Die heute zu Falkenstein/Vogtl. gehörige Siedlung Siebenhitz ist nicht zu verwechseln mit dem zu Neustadt/Vogtl. gehörigen Ortsteil Siebenhitz, welche näher am Falkensteiner Stadtzentrum liegt.

## Geographie

### Geographische Lage
Die Häusergruppe Siebenhitz bildet den nordwestlichen Ausläufer des Ortsteils Schönau nordwestlich von Falkenstein/Vogtl. Siebenhitz befindet sich westlich der Trieb im Zentrum des Vogtlandkreises und im sächsischen Teil des historischen Vogtlands. Geografisch liegt der Ort im Osten des Naturraums Vogtland im Bergener Granitbecken.

### Nachbarorte
| Zobes     |                                             | Altmannsgrün |
|           | Kompassrose, die auf Nachbargemeinden zeigt |              |
| Zschockau | Schönau                                     |              |

## Geschichte
Die im 18. Jahrhundert angelegte Häusergruppe Siebenhitz nordwestlich des Waldhufendorfs Schönau wurde im Jahr 1791 erstmals erwähnt. Die Siedlung ist nicht zu verwechseln mit der gleichnamigen, auch als „Koberei“ bezeichneten Siedlung zwischen Dorfstadt und Neustadt/Vogtl. Die Siedlung Siebenhitz bei Schönau galt zunächst als Nebenort von Zobes und gehörte anteilig zur Grundherrschaft der Rittergüter Neuensalz und Dorfstadt. Sie gehörte bis 1856 zum kursächsischen bzw. späteren königlich-sächsischen Amt Plauen. 1856 wurde Siebenhitz dem Gerichtsamt Falkenstein und 1875 der Amtshauptmannschaft Auerbach angegliedert. Im Jahr 1862 erfolgte die Eingemeindung nach Schönau.
Am 1. Januar 1950 wurde die Gemeinde Schönau mit ihrem Ortsteil Siebenhitz nach Trieb/Vogtl. eingemeindet. Durch die zweite Kreisreform in der DDR kam Schönau mit Siebenhitz als Ortsteil der Gemeinde Trieb/Vogtl. im Jahr 1952 zum Kreis Auerbach im Bezirk Chemnitz (1953 in Bezirk Karl-Marx-Stadt umbenannt), der 1990 als sächsischer Landkreis Auerbach fortgeführt wurde und 1996 im Vogtlandkreis aufging. Am 1. Januar 1999 wurde die Gemeinde Trieb/Vogtl.mit ihren Ortsteilen Schönau und Siebenhitz nach Falkenstein eingemeindet, wodurch Schönau, zu dem Siebenhitz gehört, Ortsteilstatus erhielt.

## Öffentlicher Nahverkehr
Der Ort ist mit der vertakteten RufBus-Linie 71 des Verkehrsverbunds Vogtland an Falkenstein angebunden. Dort besteht Anschluss zum PlusBus nach Auerbach, Rodewisch, Oelsnitz und Plauen. Außerdem verkehrt die RufBus-Linie 73 nach Bergen und Treuen.